# كارين كليتشي
كارين كليتشي هي عارضة وممثلة كندية، ولدت في 22 يوليو 1976 في كندا.

## أعمال

### أفلام
- (2009) سو VI

## وصلات خارجية
- كارين كليتشي على موقع IMDb (الإنجليزية)
- كارين كليتشي على موقع ألو سيني (الفرنسية)
- كارين كليتشي على موقع أول موفي (الإنجليزية)
- كارين كليتشي على موقع قاعدة بيانات الأفلام السويدية (السويدية)
- كارين كليتشي على موقع قاعدة بيانات الفيلم (الإنجليزية)
- كارين كليتشي على موقع كينوبويسك (الروسية)